# Scharffia holmi
Espèce
Scharffia holmi est une espèce d'araignées aranéomorphes de la famille des Cyatholipidae.

## Distribution
Cette espèce est endémique du Kenya. Elle se rencontre à 2 300 m d'altitude sur le mont Elgon.

## Description
Le mâle holotype mesure 2,40 mm et la femelle paratype 2,47 mm.

## Étymologie
Cette espèce est nommée en l'honneur de Åke Holm.

## Publication originale
- Griswold, 1997 : Scharffia, a remarkable new genus of spiders from East Africa (Araneae, Cyatholipidae). The Journal of Arachnology, vol. 25, p. 269-287 (texte intégral).